# Sam Tingle
Sam Tingle (n. 24 august 1921, Manchester, Regatul Unit al Marii Britanii și Irlandei – d. 19 decembrie 2008, City of Cape Town⁠(d), Provincia Western Cape, Africa de Sud) a fost un pilot de Formula 1. De-a lungul carierei a luat startul în 5 curse, niciuna din pole-position. Nu a câștigat nicio cursă și nu a terminat niciodată pe podium, acumulând 0 puncte în întreaga activitate ca pilot de Formula 1.